# Orlen體育館
Orlen體育館是位於波蘭普沃茨克的室內體育館。它於2010年11月13日啟用，可容納5,492人。